# コナー・ウィッカム
コナー・ニール・ラルフ・ウィッカム (Connor Neil Ralph Wickham, 1993年3月31日 - ) は、イングランド・ヘレフォード出身のサッカー選手。チャールトン・アスレティックFC所属。ポジションはフォワード。

## 経歴

### クラブ
2002年にレディングFCでキャリアをスタートさせ、2006年にイプスウィッチ・タウンFCに移籍した。2009年にトップチームに昇格し、4月にドンカスター・ローヴァーズFC戦で16歳と11日でのデビューを果たしクラブの最年少出場記録を更新した。2010年5月、トッテナム・ホットスパーFCから獲得のオファーが届いたがクラブはこれを拒否した。2010-11シーズンには、リーグ年間若手最優秀選手賞をはじめ3つの個人賞を受賞した。
2011年6月29日、プレミアリーグのサンダーランドAFCに移籍金最大1200万ユーロの4年契約で移籍した。2013年2月8日、シェフィールド・ウェンズデイFCに1か月間の期限付き移籍で加入し、同年11月1日に再びシェフィールド・ウェンズデイに期限付き移籍した。2014年2月26日、リーズ・ユナイテッドAFCに2013-14シーズン終了まで期限付き移籍することが発表された。
2015年8月3日、推定移籍金700万ポンドでクリスタル・パレスFCに加入。
2021年9月、プレストン・ノースエンドFCに移籍した。
2022年1月21日、ミルトン・キーンズ・ドンズFCに移籍した。
2021年8月3日、フォレストグリーン・ローヴァーズFCに移籍した。
2023年2月14日、カーディフ・シティFCに移籍した。

### 代表
イングランド代表としてU-16ではビクトリー・シールド獲得に貢献し、U-17では2010年にUEFA U-17欧州選手権優勝に貢献し、自身も3ゴールを挙げる活躍をした。

## 個人成績
| シーズン | クラブ                              | ディビジョン       | リーグ | リーグ | FAカップ | FAカップ | リーグカップ | リーグカップ | 合計 | 合計 |
| シーズン | クラブ                              | ディビジョン       | 出場   | 得点   | 出場     | 得点     | 出場         | 得点         | 出場 | 得点 |
| -------- | ----------------------------------- | ------------------ | ------ | ------ | -------- | -------- | ------------ | ------------ | ---- | ---- |
| 2008-09  | イプスウィッチ・タウン              | チャンピオンシップ | 2      | 0      | 0        | 0        | 0            | 0            | 2    | 0    |
| 2009-10  | イプスウィッチ・タウン              | チャンピオンシップ | 26     | 4      | 1        | 0        | 2            | 2            | 29   | 6    |
| 2010-11  | イプスウィッチ・タウン              | チャンピオンシップ | 37     | 9      | 1        | 0        | 3            | 0            | 41   | 9    |
| 2011-12  | サンダーランド                      | プレミアリーグ     | 16     | 1      | 2        | 0        | 1            | 0            | 19   | 1    |
| 2012-13  | サンダーランド                      | プレミアリーグ     | 12     | 0      | 2        | 1        | 0            | 0            | 14   | 1    |
| 2013-14  | サンダーランド                      | プレミアリーグ     | 0      | 0      | 0        | 0        | 0            | 0            | 0    | 0    |
| 2012-13  | シェフィールド・ウェンズデイ (Loan) | チャンピオンシップ | 6      | 1      | 0        | 0        | 0            | 0            | 6    | 1    |
| 通算     | 通算                                | 通算               | 99     | 15     | 6        | 1        | 6            | 2            | 111  | 18   |

## タイトル

### 代表
イングランドU-16
- ヴィクトリー・シールド（英語版） 2008
- UEFA U-17欧州選手権 2010

### 個人
- UEFA U-17欧州選手権最優秀選手賞（英語版） 2010
- フットボールリーグ・チャンピオンシップ月間選手賞（英語版） 2011.2
- フットボールリーグ年間最優秀若手選手賞（英語版） 2011
- チャンピオンシップ新人賞（英語版） 2011
- プレミアリーグ月間最優秀選手 2014年4月